# Siempre hay un camino a la derecha
Siempre hay un camino a la derecha es una película española dirigida por José Luis García Sánchez.

## Sinopsis
Siempre hay un camino a la derecha es un reality show con máxima audiencia. En él pasan personajes que cuentan sus desgraciadas vidas.

## Reparto
| Intérprete          | Personaje             |
| ------------------- | --------------------- |
| Manuel Alexandre    | Candelario            |
| Carmen Arbex        | Melany                |
| Terrylou Arizábal   | Filipina              |
| Neus Asensi         | Carmela               |
| Javier Belda        | Cura                  |
| Marta Belenguer     | Lola                  |
| Jaroslaw Bielski    | Bergachovic           |
| Raúl Cerro          | Borjita               |
| Queta Claver        | Titi                  |
| Adriana Davidova    | Milena                |
| Juan Echanove       | Pepe                  |
| Juan Luis Galiardo  | Juan                  |
| Gerardo Giacinti    | Héctor                |
| Javier Gurruchaga   | Lanzagorta            |
| Mulie Jarju         | Baku                  |
| Francisco Maestre   | Bene                  |
| Luis Marín          | Perales               |
| Sara Mora           | Sonsoles              |
| Luis Perezagua      | Cliente               |
| Bruto Pomeroy       | Taxista               |
| Kino Pueyo          | Barrendero            |
| Rosa Maria Sardà    | Angélica              |
| Carmen Segarra      | Mujer asilo           |
| Tina Sáinz          | Luchi                 |
| Juan Jesús Valverde | Delegado de servicios |
| Fernando Vivanco    | Comisario             |

- Datos: Q6127528